# Crush (альбом Floating Points)
Crush — другий студійний альбом британського електронного музиканта Сема Шепарда, випущений під його псевдонімом Floating Points 18 жовтня 2019 року лейблом Ninja Tune.

## Передумови і запис
Шепард розпочав роботу над альбомом після туру 2017 року з the xx. Надихнувшись альбомом німецького краут-рок гурту Harmonia 2007 року Live 1974, Шепард зіграв 30-хвилинні імпровізаційні сети, використовуючи лише синтезатор Buchla та драм-машину Korg. Повернувшись до студії, Шепард використав те саме обладнання як основу для запису і завершив альбом за п'ять тижнів. На відміну від дебютного альбому Floating Points Elaenia (2015), на альбомі Crush немає жодної живої гітари чи барабанів.

## Відгуки критиків
Crush отримав позитивний прийом після релізу. На сайті Metacritic, який присвоює рецензіям музичних видань нормалізований рейтинг зі 100, альбом отримав середній бал 81 на основі 16 рецензій, що свідчить про «загальне визнання». Шон Рейнальдо з Pitchfork нагородив альбом «Найкращою новою музикою», зазначивши, що проєкт є «альбомом пустотливої, мелодійної, розкутої електронної музики». Ділан Барнабе з Exclaim! зазначив, що хоча «звукові експерименти підривають загальну цілісність альбому, Crush залишається яскравим прикладом зростання Шепарда як артиста». У змішаній рецензії Джон Малві з Mojo висловив думку, що проєкт є «пристойним альбомом, але, можливо, не тим, на який дехто з нас сподівався».

### Нагороди
| Видання           | Нагорода                   | Позиція | Ref.   |
| ----------------- | -------------------------- | ------- | ------ |
| The A.V. Club     | Top 20 Albums of 2019      | 17      | [ 16 ] |
| DJ Mag            | Top 50 Albums of 2019      | 25      | [ 17 ] |
| The Independent   | Top 50 Albums of 2019      | 25      | [ 18 ] |
| Loud and Quiet    | Top 40 Albums of 2019      | 9       | [ 19 ] |
| Mixmag            | Top 50 Albums of 2019      | 2       | [ 20 ] |
| Pitchfork         | The 50 Best Albums of 2019 | 50      | [ 21 ] |
| The Vinyl Factory | Top 50 Albums of 2019      | 22      | [ 22 ] |

## Трек-лист
Всі треки написані та спродюсовані Семом Шепардом
| #     | Назва                          | Тривалість |
| ----- | ------------------------------ | ---------- |
| 1.    | «Falaise»                      | 3:54       |
| 2.    | «Last Bloom»                   | 5:53       |
| 3.    | «Anasickmodular»               | 3:12       |
| 4.    | «Requiem for CS70 and Strings» | 2:23       |
| 5.    | «Karakul»                      | 1:54       |
| 6.    | «LesAlpx»                      | 4:41       |
| 7.    | «Bias»                         | 5:08       |
| 8.    | «Environments»                 | 4:45       |
| 9.    | «Birth»                        | 3:00       |
| 10.   | «Sea-Watch»                    | 4:04       |
| 11.   | «Apoptose, Pt. I»              | 2:35       |
| 12.   | «Apoptose, Pt. II»             | 2:27       |
| 44:01 |                                |            |